# Sevlievo
Sevlievo là một thị trấn thuộc tỉnh Gabrovo, Bungaria. Dân số thời điểm năm 2011 là 22516 người.

## Dân số
Dân số trong giai đoạn 2004-2011 được ghi nhận như sau:
| Năm | 2004  | 2005  | 2006  | 2007  | 2008  | 2009  | 2010  | 2011  |
| --- | ----- | ----- | ----- | ----- | ----- | ----- | ----- | ----- |
| Dân số | 24580 | 24448 | 24414 | 24258 | 24241 | 24065 | 23908 | 22516 |
| From the year 1962 on: No double counting—residents of multiple communes (e.g. students and military personnel) are counted only once. |       |       |       |       |       |       |       |       |